# لويزة فبريجي
لويزة فبريجي (الاسم العلمي: Aloysia fiebrigii) هو نوع نباتي يتبع جنس اللويزة من فصيلة اللويزية.